# The Villagers
The Villagers (Hangul: 곰탱이; RR: Gomtaengi) es una película de acción y suspenso surcoreana dirigida por Im Jin-sun, protagonizada por Ma Dong-seok y Kim Sae-ron. Fue lanzada el 7 de noviembre de 2018.

## Sinopsis
Un profesor de educación física llamado Gi-cheol es asignado a una escuela secundaria de una zona rural debido a un desafortunado incidente, mientras su estudiante, Yoo-jin, cuestiona la desaparición de su amiga.

## Elenco
- Ma Dong-seok[5] como Yeok Gi-cheol.
- Kim Sae-ron como Kang Yoo-jin.
- Lee Sang-yeob como Ji Sung.
- Jang Gwang como el Ki-tae.
- Oh Hee-joon como Dong-soo.[6]
- Jin Seon-kyu como Kwak Byung-doo.
- Shin Se-hwi[7] como Han Soo-yeon.

## Producción
La filmación comenzó el 21 de julio de 2017 y terminó el 30 de septiembre de 2017.

## Liberación
La película fue estrenada el 7 de noviembre de 2018, junto a Goosebumps 2: Haunted Halloween, Ode to the Goose, y The Wrath.

## Recepción
Yoon Min-sik, del Korea Herald, dio una revisión mixta y escribió, «The Villagers tiene una premisa interesante, prometedora, buena actuación y un fuerte primer acto, pero tal vez no la suficiente emoción, y es un poco decepcionante en el tercer acto».